# 西﨑聡
西﨑 聡（にしざき さとし、1982年8月1日 - ）は、福岡県糸島郡志摩町（現：糸島市）出身の元プロ野球選手（投手）。

## 経歴

### プロ入り前
7歳で野球を始める。糸島高入学後に本格的に投手となり、3年夏は同校46年ぶりの県大会8強。西﨑伸洋（元横浜）とバッテリーを組んでいた。
高校卒業後は、九州国際大学へ進み3年時に明治神宮大会出場、4年秋はリーグ最多勝。2005年に社会人野球のJR北海道に入団。北広島駅に勤務していた。第76回都市対抗野球大会で登板。
2006年、プロ野球ドラフト会議で東京ヤクルトスワローズから大学生・社会人ドラフト3巡目で指名を受け入団。

### プロ入り後
2007年はオープン戦で3度登板し無失点の好スタート。5月1日に初めて一軍登録され、その日の広島東洋カープ戦（広島市民球場）の8回に3番手としてプロ入り初登板を果たした。しかし1アウトを取る間に2被安打1四球1死球の3失点という結果で、一軍には定着しきれなかった。イースタンでは51イニングを投げて防御率3.18とそこそこの結果を残している。
2010年は一軍登板がなく、同年10月3日に戦力外通告を受けた。のち引退。

### 現役引退後
現在は医療機器メーカーの白寿生科学研究所に勤務している。2016年8月には東京ドームでの日本ハム対楽天戦の始球式に参加している。

## 選手としての特徴・人物
サイドスロー気味のスリー・クォーターから繰り出す、独特のバネの効いた最速148km/hのストレートはキレと伸びが特徴。変化球は、スライダー・シンカーを併せ持つ。遅れて出てくる腕の振りが打者の打ちづらさとなり、大きな武器となっている。
直球・変化球共に、制球力が大きな課題である。
2007年の春季キャンプでは、抜くボール、シンカーを教わるべく高津臣吾に弟子入り志願した。

## 詳細情報

### 年度別投手成績
| 年 度     | 球 団     | 登 板 | 先 発 | 完 投 | 完 封 | 無 四 球 | 勝 利 | 敗 戦 | セ 丨 ブ | ホ 丨 ル ド | 勝 率 | 打 者 | 投 球 回 | 被 安 打 | 被 本 塁 打 | 与 四 球 | 敬 遠 | 与 死 球 | 奪 三 振 | 暴 投 | ボ 丨 ク | 失 点 | 自 責 点 | 防 御 率 | W H I P |
| --------- | --------- | ----- | ----- | ----- | ----- | -------- | ----- | ----- | -------- | ----------- | ----- | ----- | -------- | -------- | ----------- | -------- | ----- | -------- | -------- | ----- | -------- | ----- | -------- | -------- | ------- |
| 2007      | ヤクルト  | 4     | 0     | 0     | 0     | 0        | 0     | 0     | 0        | 0           | ----  | 20    | 3.2      | 5        | 0           | 2        | 0     | 2        | 0        | 0     | 0        | 7     | 7        | 17.18    | 1.91    |
| 2008      | ヤクルト  | 3     | 0     | 0     | 0     | 0        | 0     | 0     | 0        | 0           | ----  | 21    | 4.0      | 5        | 0           | 3        | 0     | 1        | 4        | 0     | 0        | 1     | 1        | 2.25     | 2.00    |
| 2009      | ヤクルト  | 1     | 0     | 0     | 0     | 0        | 0     | 0     | 0        | 0           | ----  | 4     | 1.0      | 1        | 0           | 0        | 0     | 0        | 1        | 0     | 0        | 0     | 0        | 0.00     | 1.00    |
| 通算：3年 | 通算：3年 | 8     | 0     | 0     | 0     | 0        | 0     | 0     | 0        | 0           | ----  | 45    | 8.2      | 11       | 0           | 5        | 0     | 3        | 5        | 0     | 0        | 8     | 8        | 8.31     | 1.86    |

### 記録
- 初登板：2007年5月1日、対広島東洋カープ4回戦（広島市民球場）、8回裏に3番手で救援登板、1/3回3失点
- 初奪三振：2008年8月19日、対読売ジャイアンツ16回戦（明治神宮野球場）、8回表に木村拓也から空振り三振

### 背番号
- 30 （2007年 - 2010年）